# Monocorophium uenoi
Monocorophium uenoi är en kräftdjursart som först beskrevs av Knud Hensch Stephensen 1932.  Monocorophium uenoi ingår i släktet Monocorophium och familjen Corophiidae. Inga underarter finns listade i Catalogue of Life.